# Kārlis Kuškevics
Kārlis Kuškevics, Karlis Teodors Kuskevics-Blrons, Kuszkiewicz, Kuschkewitz  (ur. 16 czerwca 1885 w Zentenes, Łotwa – zm. w marcu 1962 w Rydze) – łotewski urzędnik konsularny.
Urodził się w rodzinie wiejskiego nauczyciela. Uczęszczał do prywatnego gimnazjum w Tukums (1896-), szkoły realnej w Lipawie (1898-), szkoły realnej w Jełgawie (1900-1904). Następnie studiował handel na Ryskim Instytucie Politechnicznym (Рижский политехнический иститут) (1904-). Pracował w fabryce "Provodnik" w Rydze, fabryce "Continental" w Piotrogrodzie, firmie Compagnie lnternationale des Wagon-Lits w Kaliszu.
W 1919 wstąpił do łotewskiej służby zagranicznej, pełniąc m.in. funkcję z-cy i dyrektora departamentu konsularnego (1919-1920), konsula w Gdańsku (1920-1924), z której zdezerterował, przebywał w Niemczech, został aresztowany w Szwajcarii (1925), przewieziony do Rygi, i uniewinniony przez sąd (1928). Następnie był zatrudniony w charakterze urzędnika, w czasie okupacji radzieckiej – ogrodnika, i wywieziony w głąb ZSRR, skąd po kilku latach powrócił na Łotwę.